# Хіракі Ріка
Хіракі Ріка (яп. 平木 理化) — японська тенісистка, що спеціалізувалася в основному на парній грі, чемпіонка Ролан-Гарросу в міксті.
Перемогу в змішаному парному розряді на Відкритому чемпіонаті Франції 1997 року Хіракі виборола разом із Магешом Бгупаті.

## Фінали турнірів Великого шолома

### Мікст: 1 титул
| Результат | Рік  | Турнір      | Поверхня | Партнер       | Супротивники                 | Рахунок  |
| --------- | ---- | ----------- | -------- | ------------- | ---------------------------- | -------- |
| Перемога  | 1997 | French Open | Ґрунт    | Магеш Бгупаті | Патрік Гелбрайт Ліза Реймонд | 6–4, 6–1 |

## Перемоги в турнірах WTA

### Парний розряд: 6 (1 титул)
| №  | Дата            | Турнір        | Поверхня | Партнерка             | Супротивниці                                | Рахунок       |
| -- | --------------- | ------------- | -------- | --------------------- | ------------------------------------------- | ------------- |
| 1. | 27 жовтня 1991  | Сан-Хуан      | Хард     | Флоренсія Лабат       | Сабін Аппельманс Камілл Бенджамін           | 6–3, 6–3      |
| 2. | 12 квітня 1992  | Токіо         | Хард     | Емі Фрейзієр          | Кіміко Дате Стефані Рее                     | 7–5, 6–7, 6–0 |
| 3. | 14 квітня 1996  | Джакарта      | Хард     | Кідзімута Наоко       | Лоранс Куртуа Ненсі Фебер                   | 7–6, 7–5      |
| 4. | 23 лютого 1997  | Оклахома-Сіті | Хард (i) | Нана Міягі            | Маріанн Вердел-Вітмеєр Тамі Вітлінгер-Джонс | 6–4, 6–1      |
| 5. | 20 квітня 1997  | Токіо         | Хард     | Алексія Дешом-Баллере | Керрі-Енн Г'юз Коріна Мораріу               | 6–4, 6–2      |
| 6. | 28 вересня 1997 | Сурабая       | Хард     | Керрі-Енн Г'юз        | Морін Дрейк Рената Колбович                 | 6–1, 7–6      |

## Виноски
1. 1 2  Player Profile // WTA website

| Тенісист | Це незавершена стаття про тенісиста чи тенісистку. Ви можете допомогти проєкту, виправивши або дописавши її. |